# آلان اچ. ملتسر
آلان اچ. ملتسر (Allan H. Meltzer) (زادهٔ ۶ فوریه ۱۹۲۸ – درگذشتهٔ ۸ می ۲۰۱۷)، اقتصاددان آمریکایی و پروفسور آلان اچ. ملتسر اقتصاد سیاسی در مدرسه بازرگانی تپر در دانشگاه کارنگی ملون و مؤسسه سیاست و استراتژی در پیتسبرگ، پنسیلوانیا بود. ملتسر در مطالعه اقتصاد پولی و سیستم فدرال رزرو ایالات متحده تخصص داشت و چندین رساله علمی و کتاب روی موضوعات توسعه و کاربردهای سیاست پولی و پیرامون تاریخ بانکداری مرکزی در ایالات متحده نوشت. او همراه با کارل برونر، کمیته سایه بازار باز را ایجاد کرد: یک شورای پول‌گرا که شدیداً از کارکرد کمیته فدرال بازار باز انتقاد می‌نمود.
ملتسر نخستین بار این کلام قصار را بیان داشت: «سرمایه‌داری عاری از ناکامی همانند دینِ عاری گناه است. این‌گونه ممکن نیست». به این معنی که، محافظت از شرکت‌ها در مقابل ناکامی «فرایند پویا که سهام‌داران را برای زیان‌ها حسابده می‌سازد و مدیرانی که مرتکب اشتباه می‌شوند را تنبیه می‌نماید، از بین می‌برد».

## حرفه
او در ۱۹۲۸ میلادی در بوستون، ماساچوست متولد شد. ملتسر مدرک‌های بی‌ای و ام‌ای خود را به ترتیب در سال‌های ۱۹۴۸ و ۱۹۵۵ میلادی از دانشگاه دوک به‌دست‌آورد. او مدرک دکترای تخصصی خود را تحت سرپرستی کارل برونر در ۱۹۵۸ میلادی از دانشگاه کالیفرنیا، لس آنجلس کسب کرد. او سال بعدی در دانشگاه کارنگی ملون به عنوان دانشیار گماشته شد.
ملتسر از ۱۹۷۳ تا ۱۹۹۹ میلادی به عنوان رئیس کمیته سایه بازار باز خدمت نمود، این کمیته شامل گروهی از اقتصاددانان، دانشگاهیان و بانکدارها می‌شد که برای نقد کارهای کمیته فدرال بازار بازِ فدرال رزو جمع شده بودند. او از ۱۹۸۸–۸۹ میلادی به عنوان عضو موقتی شورای مشاوران اقتصادی در اواخر اداره رونالد ریگان خدمت نمود. او همچنین متخصص مهمان در مؤسسه امریکن انترپرایز بود.
ملتسر نخستین دریافت‌کننده جایزه اروینگ کریستول از مؤسسه امریکن انترپرایز در ۲۰۰۳ میلادی بود. جرج دبلیو بوش در شام اعطای جایزه به افتخار وی صحبت نموده و بیان داشت، «می‌دانم که من سخنران اصلی نیستم؛ من فقط فضا را برای آلان ملتسر آماده می‌سازم».
ملتسر رئیس کمیسیون مشورتی نهاد مالی بین‌المللی، مشهور به کمیسیون ملتسر بود، کمیسیونی که بر اساس هدایت کنگره ایالات متحده تأسیس گردید. گزارش اکثریت (۲۰۰۰ میلادی) این کمیسیون تغییراتی را در رابطه با عملیات‌های صندوق بین‌المللی پول، به‌ویژه عملیات‌های بانک جهانی پیشنهاد نموده و توصیه نمود که بانک جهانی باید از وام دادن به «کشورهای دارای درآمد متوسط» خودداری نماید. چهار (از ۵) عضو کمیسیون که از جانب نمایندگان دموکرات کنگره که در آن وقت در اقلیت قرار داشتند معرفی شده بودند، اعتراضی را بر علیه توصیه‌های اکثریت ثبت نمودند (برگستین، هوبر، لیونسون و توریس)، هر چند یکی از این چهار عضو (هوبر) هم به نفع گزارش رأی داده بود و هم به این اعتراض ملحق شد. از این‌رو، تعداد آرای طرف‌دار به‌طور رسمی ۸ بر ۳ حساب گردید. مناقشه بر استدلال‌ها و توصیه‌های اکثریت پس از به نشر رسیدن گزارش ادامه یافت. منتقدین از جمله دیوید دی فیرانتی، نایب‌رئیس پیشین بانک جهانی، ضمناً استدلال نمود که گزارش اکثریت بازتاب دهندهٔ پیش‌پنداشت‌های ایدئولوژیک بود، نه یک درک واضح از این‌که بانک جهانی در واقع چگونه عمل می‌کند، از جمله فعالیت‌های گسترده میان برنامه‌های بانک جهانی و سرمایه‌گذاری سکتور خصوصی در کشورهای در حال توسعه که متمم همدیگر هستند. گزارش کمیسیون که توسط مشاور ارشد ملتسر، آدام لیریک دفاع گردیده و توسط دی فیرانتی در فصل‌های مربوطه شان نقد گردیده‌است، در یک جلد ویرایش شده توسط مرکز توسعه جهانی به نشر رسید و در وبسایت کاملاً در دسترس قرار دارد. توصیه‌های این گزارش توسط دولت‌های بعدی هیچ‌کدام از احزاب ایالات متحده پیروی نشد.
زمانی که فدرال رزرو در ۲۰۰۸ میلادی شرکت پیشتاز بیمه-اوراق قرضه، AIG را نجات داد، ملتسر منتقد این تصمیم فدرال رزرو بود: «این فاجعه‌ها هرچه زودتر باید جلوگیری شوند، یا به بازار واگذار شوند تا با آن‌ها تسویه نماید». اما، تصمیم فدرال رزرو مبنی بر نجات ندادن لهمان برادرز یکی از آن تصمیم‌های بود که ظاهراً در آن زمان از سوی ملتسر مورد تحسین قرار گرفت. او با مقایسه این تصمیم با نجات‌دادن AIG، اظهار داشت: «من می‌گویم که ما باید به لهمان برادرز نگاه کنیم. آن‌ها اجازه دادند لهمان برادرز ناکام شود. طی چند روز، فقط چند روز، بارکلیز پدیدار شد و برخی دارایی‌های لهمان را خریداری کرد…» با این حال، یک سال بعد ملتسر نظری منتقدانه‌تر در رابطه با چگونگی مدیریت پرونده لهمان توسط فدرال رزرو اظهار کرد: «پس از ۳۰ سال نجات دادن تقریباً تمامی نهادهای مالی بزرگ، فدرال رزرو با تغییر دادن سیاست خود در وسط یک حالت کساد مرتکب اشتباهی سهم‌گین شد… اجازه دادن به ناکامی لهمان بدون هیچ هشدار، یکی از بدترین خطاها در تاریخ فدرال رزرو است…»
در می ۲۰۰۹، ملتسر هشدار داد که «افزایش سرسام‌آور در ذخایر بانک‌ها – که علت خریداری اوراق قرضه و اوراق رهن توسط فدرال رزرو ایجاد شده‌است – اگر اجازه داد شود تا باقی بمانند، به یقین تورمی شدید را بار خواهد آورد». چهار سال پس از نظر ملتسر، با این‌که برنامه تسهیل کمی فدرال رزرو ادامه داشت، نرخ سالانه تورم در ایالات متحده بر اساس محاسبه شاخص قیمت مصرف‌کننده (CPI-U) 1.4 درصد بود، در حالی که نرخ تورم منتظره طی یک دوره ۱۰ ساله، آن‌گونه که توسط فدرال رزرو کلیولند پیش‌بینی شده بود، در حدود ۱٫۵۵ درصد بود. ادعای ملتسر مبنی بر این‌که هیچ‌کسی انتظار نبود تورم را نداشت، توسط پل کروگمن به چالش کشیده شده‌است.
بررسی ملتسر، تاریخ فدرال رزرو، به عنوان جامعه‌ترین تاریخ بانک مرکزی پنداشته می‌شود. جلد اول دربرگیرندهٔ سال‌های میان تأسیس فدرال رزرو در ۱۹۱۳ میلادی تا توافق‌نامه رسمی با وزارت خزانه‌داری در ۱۹۵۱ میلادی می‌باشد. جلد دوم بخش اول شامل سال‌های تفاهم‌نامه ۱۹۵۱ تا ۱۹۶۹ بوده و جلد دوم بخش دوم دورهٔ که از ۱۹۷۰ آغاز و در اواخر تورم بزرگ در اواسط دهه ۱۹۸۰ ختم می‌گردد، را دربر می‌گیرد.
ملتسر از ۲۰۱۲ – ۲۰۱۴ میلادی به عنوان رئیس انجمن مون پله‌رن خدمت کرد. ملتسر با پذیرش برنامه «سقف و تجارت» برای انتشارات کربنی که برای مبارزه با گرمایش جهانی طراحی شده بود، مخالفت نمود.